# Ayọ̀bámi Adébáyọ̀
Pour les articles homonymes, voir Adebayo.
Ayọ̀bámi Adébáyọ̀ (parfois écrit Ayobami Adebayo), née le 29 janvier 1988, est une romancière et une journaliste nigériane.

## Biographie
Ayọ̀bámi Adébáyọ̀ est née à Lagos, au Nigeria, en 1988. Peu après, sa famille s'est installée à Ilesha puis à Ile-Ife, où elle a passé la majeure partie de son enfance dans les locaux du personnel de l'université Obafemi Awolowo. Elle étudie dans cette université Obafemi Awolowo, et obtient une licence et une maîtrise en littérature anglaise. En 2014, elle prolonge ses études en approfondissant la création littéraire à l'université d'East Anglia, grâce à une bourse internationale,.
Son premier roman, Stay With Me, est publié en 2017 et reçoit les éloges de la critique,,. Il est sélectionné pour plusieurs prix littéraires notamment pour le Wellcome Book Prize, et le Baileys Women's Prize for Fiction,,, ainsi que pour le 9mobile Prize for Literature (en). Il remporte ce dernier prix, pour l'édition 2019. L'ouvrage a également été sélectionné pour le Prix Dylan Thomas (en).
Michiko Kakutani, dans sa critique de Stay With Me pour le New York Times, décrit Adébáyọ̀ comme « une conteuse d'histoires exceptionnelle », ajoutant : « Elle écrit non seulement avec une grâce extraordinaire, mais aussi avec une sagesse authentique sur l'amour et la perte et sur la possibilité de rédemption. Elle a écrit un livre puissant, magnétique et déchirant ». La traduction française, Reste avec moi, effectuée par Josette Chicheportiche, paraît début 2019. « Une réflexion tragi-comique sur le choc des générations, les traditions bousculées, ainsi que des rôles dévolus à chaque sexe dans le Nigeria contemporain. » peut-on lire dans le journal Le Monde, sous la plume de  Gladys Marivat, à son propos. Reste avec moi reçoit le Prix Les Afriques en 2020.
Elle publie également des poèmes et des histoires dans plusieurs magazines, notamment dans Farafina Magazine (en) et Saraba Magazine (en), et dans des anthologies comme Speaking for the Generations : An Anthology of New African Writing, ou encore New Daughters of Africa: An international anthology of writing by women of African descent. Elle a travaillé également pour Elle UK et la BBC,. 
Elle est invitée en 2019 au Aké Arts and Book Festival (en),.
En 2021, la publication de son deuxième roman, A Spell of Good Things (titre français : Au temps des damnés et des bénis) -consacrés à des espoirs contrariés et aux réalités brutales de la vie dans une société, le Nigéria contemporain, où règne l'inégalité, la corruption et la violence politique. L'oouvrage fait l'objet d'une couverture critique favorable, notamment dans The Observer. Dans The New York Times, Aamina Ahmad note que « alors quela prose d'Adébáyò était énergisée par une narration brute et dynamique dans Stay With Me , ici la qualité gracieuse et majestueuse des phrases évoque la retenue, évitant la sentimentalité ». La traduction française, de Virginie Buhl, éditée dès 2023, est également saluée par la critique,